# Félix et les Loups
Pour plus de détails, voir Fiche technique et Distribution.
Félix et les Loups est un film français réalisé par Philippe Sisbane, sorti le 29 octobre 2014.

## Synopsis
À la suite d'une tentative de suicide, un jeune biologiste influençable se retrouve embrigadé dans une organisation criminelle, l'Arche des loups, basée sur les hauteurs de Nice. L'apprenti serrurier qui lui a sauvé la vie, entretemps devenu son ami, tente de l'arracher aux griffes de cette organisation. Mais les deux hommes s'étant épris de la même jeune femme, un conflit éclate entre eux, dont l’issue va concerner beaucoup de monde, sachant les projets terroristes de l'organisation…

## Fiche technique
- Titre : Félix et les Loups
- Titre anglais : Félix and the Wolves
- Réalisation : Philippe Sisbane
- Scénario : Philippe Sisbane
- Chef opérateur : Stéphane Patti
- Montage : Guillaume Paqueville
- Musique : Yacine Malek, Noé Nagy, Jeff Børg, Karl Phax
- Assistants-réalisateur : Abena Boafo, Maxime Hermet, Rémi Anfosso
- Son : Arnaud Neyreneuf, Yoann Courgeau
- Décor : Franck Gherardi
- Costumes : Adeline Gineste
- Maquillage : Ludivine Parra
- Chef monteur son : Lucas Héberlé
- Monteurs son : Mathieu Perrot, Jean-Baptiste Fourré
- Mixage : Ludovic Escallier
- Animation du générique : Antoine Robert, Paul-Emile Boucher
- Effets numériques : Benoit Laurent, Arthur Henck
- Distribution : Zelig Films Distribution
- Pays :  France
- Genre : thriller
- Durée : 90 min.
- Visa n° 135.995
- Dates de sortie :
  -  France : 29 octobre 2014
- Classification :
  -  France : tous publics[2]

## Distribution
- Julien Baumgartner : Félix Raiberti
- Patrick Messe : le professeur Bernard et le docteur Titorelli
- Claire Cahen : Agnès Corday et Cécile
- Alexis Gilot : Laszlo Salvadori
- Raphaël Boyes : Jean-Yves Berger
- Céline Toutain : la sœur de Félix
- Arthur Mosca : le docteur Villeneuve

## Autour du film
Les correspondances scénaristiques entre les lieux du tournage étant impossibles dans la réalité, la production réinventa entièrement une géographie imaginaire de la ville de Nice.
Les séquences du Carnaval ont été tournées deux fois, à une année d'intervalle. C'est donc le mélange de deux carnavals que le montage donne à voir à l'écran. Certains éléments difficiles à filmer y furent recréés en images numériques lors de la post production.
La distribution est prévue dans un réseau d'une vingtaine de salles de cinéma d’art et essai, mais vers la fin de la production, un accident survenu au réalisateur l’immobilise pendant une année et retarde d’autant la sortie du film , qui a finalement lieu à moindre échelle.